# Atkinson (Illinois)
Pour les articles homonymes, voir Atkinson.
Atkinson est un village du comté de Henry, dans l'Illinois, aux États-Unis. Il est incorporé le 7 mars 1867. Lors du recensement de 2010, la ville comptait une population de 972 habitants.

## Source de la traduction
- (en) Cet article est partiellement ou en totalité issu de l’article de Wikipédia en anglais intitulé « Atkinson, Illinois » (voir la liste des auteurs).